# Peithó
Peithó (ógörögül: Πειθώ) a meggyőzés istennője a görög mitológiában.

## Története
Származásáról több változat is fennmaradt. Az egyik szerint Aphrodité és Hermész, míg Hésziodosz változatában Ókeanosz és Téthüsz lánya volt. Aphrodité kíséretéhez tartozott, mivel a rábeszélő képesség a szerelmi hódítás fontos kelléke. Pandórát is ő látta el ezzel a készséggel.

## Római mitológia
A rómaiak Suada néven azonosították, amelyből a magyar nyelvben kialakult a „jó svádája van” kifejezés.